# Joaquín del Olmo
Joaquín Alberto del Olmo Blanco (* 20. April 1969 in Tampico, Tamaulipas), auch bekannt unter dem Spitznamen El Jaibo (der Krebs), ist ein ehemaliger mexikanischer Fußballspieler, der vorwiegend im Mittelfeld agierte und derzeit als Fußballtrainer arbeitet.

## Leben

### Verein
Joaquín del Olmo begann seine Profikarriere in der Saison 1988/89 bei seinem Heimatverein Tampico-Madero FC, für den er bis 1990 spielte. Auch nach seinem Wechsel blieb er weitere vier Jahre am Golf von Mexiko und spielte bis 1994 in der südlich von Tampico gelegenen Hafenstadt Veracruz in Reihen der Tiburones Rojos. Anschließend wechselte er zum Hauptstadtverein Club América, für den er bis zur Winterpause der Saison 1996/97 spielte. Die Rückrunde derselben Saison verbrachte er in den Niederlanden, wo er bei Vitesse Arnheim unter Vertrag stand. Dort brachte er es allerdings nur auf sieben Einsätze und einen Treffer, so dass er vor der Saison 1997/98 nach Mexiko zurückkehrte, wo er zunächst beim Club Necaxa und anschließend bei den Tigres de la UANL unter Vertrag stand. Die erfolgreichste Zeit seiner aktiven Laufbahn hatte er bei seiner letzten Station, den Pumas de la UNAM, mit denen er beide Meisterschaften des Jahres 2004 gewann: zunächst die zur Saison 2003/04 gehörende Apertura 2004 und anschließend die zur Saison 2004/05 gehörende Clausura 2004.

### Nationalmannschaft
Sein Debüt im Dress der mexikanischen Nationalmannschaft feierte Del Olmo am 29. Juni 1993 in einem Testspiel gegen Costa Rica, das mit 2:0 gewonnen wurde. 
Sein erstes Länderspieltor gelang ihm am 13. Oktober 1993 gegen die USA (1:1). Zwei weitere Länderspieltore gelangen ihm am 29. Mai 1996 gegen Japan (2:3) und am 13. April 1997 gegen Jamaika (6:0). 
Seinen letzten Länderspieleinsatz hatte Del Olmo in einem am 16. Juni 2001 ausgetragenen WM-Qualifikationsspiel, das gegen Costa Rica (1:2) verloren wurde. 
Höhepunkt seiner Länderspielkarriere war die Teilnahme an der Fußball-Weltmeisterschaft 1994, bei der er alle drei Vorrundenspiele der Mexikaner gegen Norwegen (0:1), Irland (2:1) und Italien (1:1) in voller Länge absolvierte. 

## Trainer
El Jaibo del Olmo begann seine Trainerkarriere bei den Correcaminos de la UAT, wo er zunächst als Assistenztrainer und später als Chefcoach agierte. Nach einer Serie von sieben Spielen ohne Sieg wurde er entlassen und erhielt im Mai 2009 einen Vertrag als Cheftrainer bei den Tiburones Rojos de Veracruz. Nach einer Saison in Veracruz erhielt er für die 
Saison 2010/11 einen Vertrag bei den Xoloitzcuintles de Tijuana, mit denen er auf Anhieb die Apertura 2010 gewann.

## Erfolge

### Als Spieler
- Mexikanischer Meister: Clausura 2004, Apertura 2004

### Als Trainer
- Zweitligameister: Apertura 2010